# Ombret
Ombret is een dorp in de Belgische provincie Luik en een deelgemeente van Amay. Ombret ligt aan de Maas.

## Geschiedenis
Ombret behoorde vroeger tot de gemeente Amay, maar werd in 1842 samen met het gehucht Rawsa afgescheiden van Amay in de nieuwe gemeente Ombret-Rawsa.
Bij de gemeentelijke herindeling van 1977 werd Ombret weer bij Amay gevoegd, maar werd Rawsa bij de gemeente Modave gevoegd.
Amay · Ampsin · Flône · Jehay · Ombret

Belgische gemeenten · arrondissement Hoei · provincie Luik · Wallonië